# Автострада Ґардінера
Автострада Ґардінера (офіційно: Frederick G. Gardiner Expressway) — міська автострада, яка сполучає центр Торонто з його західними передмістями. Її прокладено в основному паралельно і близько до озера Онтаріо і сполучено з шосе 427 і шосе королеви Єлизавети. Автострада названа на честь Фредеріка Ґардінера (1895—1983), адміністративного голови Метрополійного Торонто.
Будівництво швидкісної автомагістралі Ґардінера почалося 1955 р. і проходило поетапно. Остання секція була завершена в 1966 році. Витрати на будівництво становили близько 110 мільйонів канадських доларів, що, з поправкою на інфляцію, становило близько 700 мільйонів доларів в 2006 році.
В 2014 році про шосе відгукувались як про «застарілу, схильну до руйнування і часто перевантажену трасу». У середині 1990-х років на підвищеній дільниці, яка з роками погіршилася, було проведено капітальний ремонт, що збіглося зі значним комерційним і житловим будівництвом у цьому районі. Через обмежену місткість та високу експлуатаційну вартість обслуговування розглядалось кілька пропозицій щодо знесення автостради або переміщення її під землю в рамках ревіталізації центру міста. Дільниця на схід від річки Дон була знесена в 2001 році. Місто Торонто замовило вивчення можливих варіантів (консервація, знесення, реконструкція) дільниці на схід від вулиці Джарвіс до річки Дон, і міська рада в червні 2015 року проголосувала за відновлення дільниці.

## Розташування
На перетині шосе № 427 і шосе королеви Єлизавети автомагістраль Ґардінера відгалужується у східному напрямку, пролягаючи над річкою Гамбер. Автострада огинає Гамбер-Бей по південній межі Гай-Парку. На південь від автостради Ґардінера розташовані райони Олдервуд і Міміко. Головні вулиці Квінзвей і Лейкшор-бульвар, які також прямують паралельно берегу, розгалужуються попри багатоповерхові житлові будинки району Етобіко. На схід від Гамбер-Бей швидкісна дорога оминає південний кінець Свонсі, прямуючи через Саннісайд і Ронцесвілс. Далі на схід вулиця пролягає повз Exhibition Place до центру міста. На північ від Гарборфронту прямує повз Роджерс-Центр, Сі-Ен Тауер і Air Canada Center. На схід від Distillery District, Ґардінер проходить через річку Дон і з'єднується з Don Valley Parkway пологим з'їздом.
Довжина автостради Ґардінера становить близько 20 км.